# دون سمارت
دون سمارت (بالإنجليزية: Don Smart)‏ (2 ديسمبر 1987 بكينغستون في جامايكا - ) هو لاعب كرة قدم جامايكي في مركز الهجوم. لعب مع F.C. New York ‏ وFredericksburg FC ‏ وFredericksburg Hotspur ‏ وإندي إليفن.

## وصلات خارجية
- دون سمارت على موقع قاعدة بيانات كرة القدم.إي يو (الإنجليزية)
- دون سمارت على موقع Soccerway.com (الإنجليزية)